# Chen Yi (gubernator)
Chen Yi (ur. 5 maja 1883 w Shaoxing, zm. 18 czerwca 1950) – chiński wojskowy, generał. Pierwszy gubernator Tajwanu z ramienia Republiki Chińskiej.
Ukończył studia wojskowe w Japonii, brał udział w rewolucji Xinhai. W latach 1926–1927 był gubernatorem prowincji Zhejiang; w tym czasie przeszedł na stronę Kuomintangu i Czang Kaj-szeka. Otrzymał dowództwo nad 19 Armią. W latach 1933–1941 był gubernatorem prowincji Fujian.
W 1945 roku został pierwszym po II wojnie światowej gubernatorem Tajwanu, po odzyskaniu go przez Chiny od Japonii. Za jego rządów na wyspie doszło do krwawo stłumionych zamieszek przeciwko rządom Kuomintangu znanych jako incydent 28 lutego. 22 kwietnia 1947 roku został zdymisjonowany. Następnie w latach 1948–1949 ponownie był gubernatorem Zhejiang. Na początku 1949 roku próbował przekonać generała Tang Enbo do przejścia na stronę komunistów. Oskarżony o zdradę został aresztowany, przewieziony na Tajwan i stracony.